# Super Mario Bros.: Peach-Hime Kyushutsu Dai Sakusen!
Super Mario Bros.: Peach-Hime Kyushutsu Dai Sakusen! (jap. スーパーマリオブラザーズ ピーチ姫救出大作戦! Sūpā Mario Burazāzu. : Pīchi-Hime Kyūshutsu Dai Sakusen) ist ein Anime-Film aus dem Jahr 1986 und basiert auf der Videospielreihe Super Mario Bros. Der Film wurde sieben Jahre vor der Super Mario Bros. Realverfilmung veröffentlicht. Er ist einer der ersten Isekaianimes.

## Handlung
Mario spielt in Luigis Wohnzimmer mit seinem Famicom. Plötzlich taucht auf dem Bildschirm eine junge blonde Frau names Peach auf, die aus dem Fernsehbildschirm herausspringt und von König Koopas Schergen verfolgt wird. Anschließend kommt König Koopa und entführt Prinzessin Peach. Das einzige was Mario noch hat, ist das Amulett. Mario und sein Bruder Luigi möchten die Prinzessin retten.

## Produktion
Regie führte Masami Hata und das Drehbuch schrieb Hideo Takayashiki. Die Produzenten waren Masakatsu Suzuki und Tsunemasa Hatano. Die Musik komponierten Toshiyuki Kimori und Koji Kondo und für die Kameraführung war Horofumi Kumagai verantwortlich. Für den Schnitt zuständig war Kenichi Takashima.

## Veröffentlichung
1986 war Mario in Japan bereits populär, also arbeitete Grouper Productions mit Nintendo zusammen, um einen Mario-Film zu produzieren. Um für den Anime zu werben, veröffentlichten sie Mario-Telefonkarten, Uhren, Reisbehälter, Ramen-Nudeln, Bücher und einen Original-Soundtrack, der sowohl auf Vinyl als auch auf Kassette veröffentlicht wurde. Am 20. Juli 1986 kam der Anime in ganz Japan in die Kinos. VAP Video veröffentlichte den Film später auf handelsüblichen VHS- und Betamax-Kassetten in Japan. Es gab keine internationalen Veröffentlichungen und keine DVD oder Blu-ray Veröffentlichungen. Eine 4K-Version wurde am 11. April 2022 von Kineko Video veröffentlicht.

## Synchronisation
| Rolle                   | japanischer Sprecher (Seiyū)   |
| ----------------------- | ------------------------------ |
| Mario                   | Tōru Furuya                    |
| Luigi                   | Yū Mizushima                   |
| Prinzessin Peach        | Mami Yamase                    |
| Prinz Haru              | Masami Kikuchi                 |
| Kibidango               | Shigeru Chiba                  |
| König Koopa / Bowser    | Akiko Wada                     |
| Kinopio / Toad          | Yuriko Yamamoto, Hiroko Emori  |
| Hammer Bros.            | Keaton Yamada                  |
| Kuribō / Goomba         | Hiroko Maruyama, Kazue Komiya  |
| Nokonoko / Koopa Troopa | Tetsuo Mizutori, Masaharu Satō |
| Jugem / Lakitu          | Junko Hori                     |

## Soundtrack
Der Film wurde von Toshiyuki Kimori komponiert. Der Soundtrack des Films besteht unter anderem aus diesen Liedern:
- Doki-Doki Do It! von Mirai Dōji
- Doki-Doki Do It! (Rock'n Roll Version) von Mirai Dōji
- Adyū Mai Rabu (アデュー・マイラブ) von Mami Yamase
- Suishō Tama (水晶玉) von Mami Yamase

Außerdem verwendet der Film Musik und Soundeffekte aus dem Videospiel Super Mario Bros..